# Sitaniec-Kolonia
Sitaniec-Kolonia – wieś w Polsce położona w województwie lubelskim, w powiecie zamojskim, w gminie Zamość.
W latach 1975–1998 miejscowość administracyjnie należała do województwa zamojskiego.
Wieś jest sołectwem w gminie Zamość. Według Narodowego Spisu Powszechnego z roku 2011 wieś liczyła 516 mieszkańców.
Wierni Kościoła rzymskokatolickiego należą do parafii Matki Bożej Częstochowskiej w Czołkach lub do parafii św. Bartłomieja Apostoła w Sitańcu.

## Części wsi
| SIMC    | Nazwa   | Rodzaj    |
| ------- | ------- | --------- |
| 0906628 | Popówka | część wsi |

## Historia
Miejscowość została założona pod koniec XVIII wieku na gruntach sitańskich Ordynacji Zamojskiej. W 1785 ordynat Andrzej Zamoyski osadził we wsi 16 rodzin kolonistów niemieckich. W połowie XIX wieku miejscowość liczyła 20 domów, z których jeden należał do Polaka. Z czasem osadnicy niemieccy ulegli polonizacji. W latach 1939–1944 władze okupacyjne prowadziły działania zmierzające do regermanizacji mieszkańców wsi (Deutschstämmige).